# Вернись, любов моя
Вернись, любов моя (англ. Lover Come Back) — американська кінокомедія режисера Вільяма А. Сайтера 1946 року.

## Сюжет
Джері і Керол працюють у рекламному бізнесі, але в різних агентствах. Джеррі звик витрачати вільний час на жінок і алкоголь, але Керол мріє роздобути його й наставити Джеррі на шлях істинний. Сподіваючись на чудо, вона вирушає до психотерапевта.

## У ролях
- Джордж Брент — Вільям «Білл» Вільямс молодший
- Люсіль Болл — Кей Вільямс
- Вера Зоріна — Мадлен Ласло
- Чарльз Віннінгер — Вільям «Па» Вільямс старший
- Карл Есмонд — Пол Міллард
- Реймонд Волберн — Дж. П. «Джо» Вінтроп
- Воллес Форд — Таббс
- Елізабет Рісдон — «Ма» Вільямс
- Вільям Райт — Джиммі Хеннессі
- Луїз Біверс — Марта, прислуга Кей
- Франклін Пенгборн — портьє
- Джордж Чандлер — Волтер
- Джоан Шоулі — Джені